# Wegestock Herrenshoffer Straße

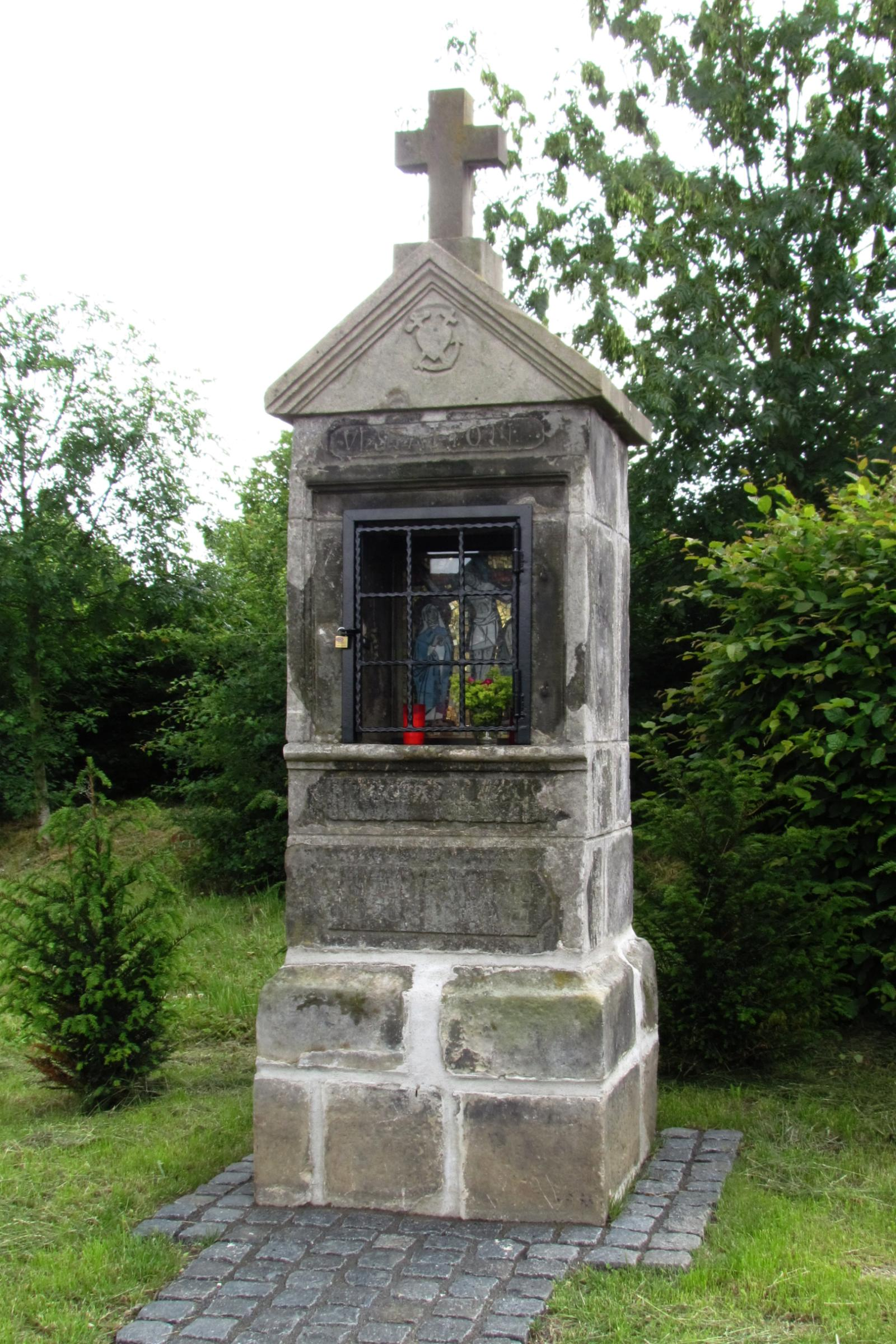
Wegestock

Der Wegestock Herrenshoffer Straße steht in Korschenbroich  im Rhein-Kreis Neuss in Nordrhein-Westfalen, Ecke Grüner Zierdenweg.
Der Wegestock wurde 1862 erbaut und unter Nr. 014 am 20. August 1985 in die Liste der Baudenkmäler in Korschenbroich eingetragen.

## Architektur
Der Bildstock wurde aus Sandstein gefertigt.  Er steht auf einem quadratischen Sockel. Er ist übergiebelt mit kleinem Metallkreuz. Die Rechtecknische hat ein modernes Mosaik.